# Max Ernst

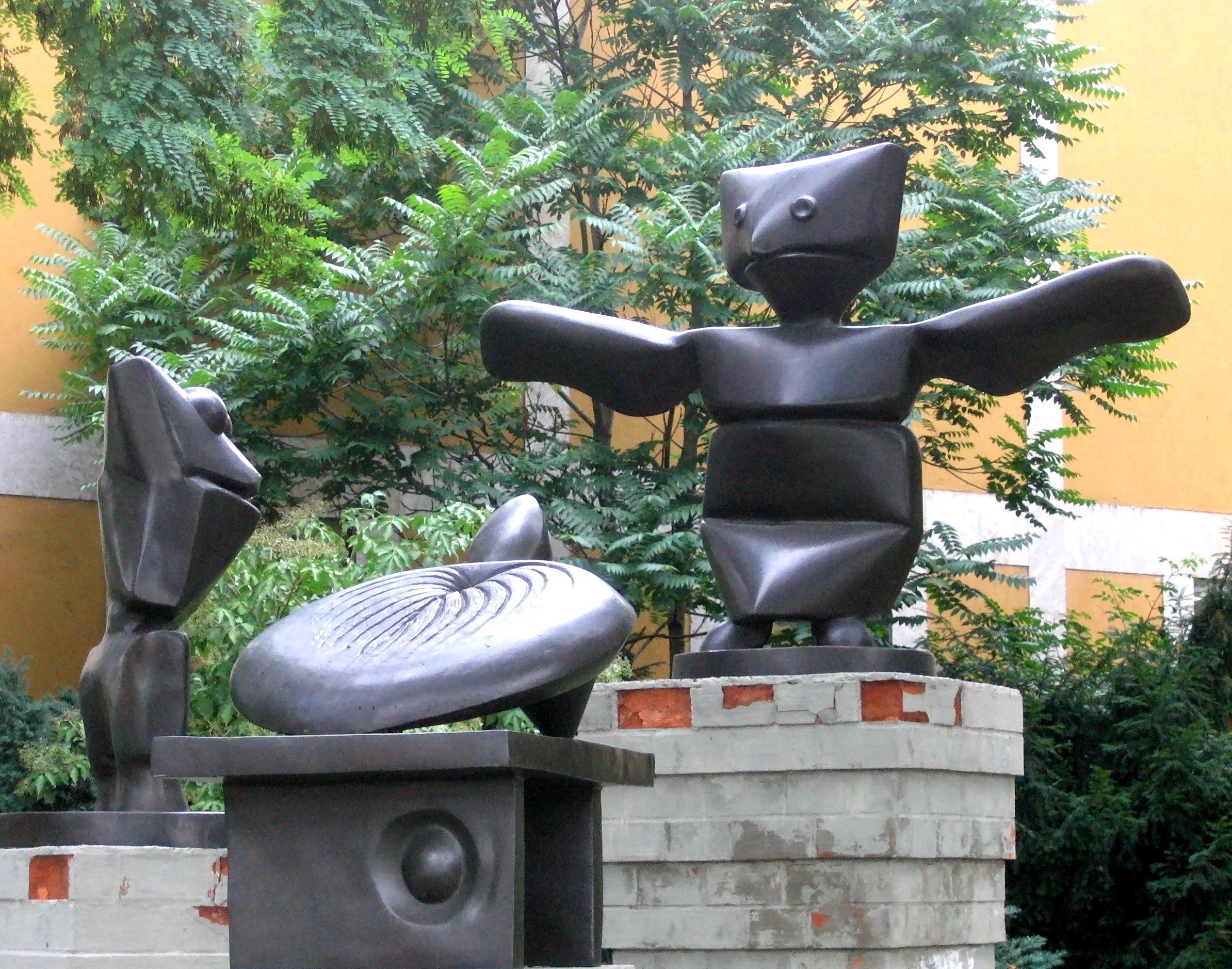
Max Ernsts skulptur Der Assistent, Der Frosch, Die Schildkroete (1967) vid Lenbachhaus i München.

Max Ernst, född 2 april 1891 i Brühl, död 1 april 1976 i Paris, var en tysk målare, grafiker och skulptör inom dadaism och surrealism.
Han var gift med Dorothea Tanning, en amerikansk surrealistisk bildkonstnär och skulptör, från 1946 och fram till sin död.

## Liv och verk
Max Ernst studerade först filosofi i Bonn, innan han som helt oskolad konstnär besökte Paris 1913 och lärde känna August Macke, Robert Delaunay och, av större betydelse, Guillaume Apollinaire och Jean Arp. 
Efter första världskriget grundade Ernst 1919 en dadagrupp i Köln, tillsammans med Heinrich Hoerle, Johannes Baargeld och Hans Arp. Vid det laget hade han sett verk av Giorgio de Chirico, Paul Klee, Pablo Picasso och dadaisterna i Zürich, och sammanfogade i sina målningar upphittade föremål (träbitar, tapeter med mera) med målade föremål till en fantastisk drömvärld, vars oroande tvetydighet underströks av titlarna – Den lilla tårkörteln som säger tick-tack (1920) och Två barn hotade av en näktergal (1924).
Ernsts separatutställning i Paris 1921 höjdes till skyarna av dadaisterna.
Han introducerade frottaget i konsten 1925 och vidareutvecklade tekniken 1927, i samarbete med Joan Miró, till måleriets grattage. De kan ses som paralleller till André Bretons kommande automatiska skrift och Paul Éluards försök att avskaffa konstnärens aktiva deltagande i ett konstverks tillblivelse. 
De målningar och skulpturer som gör att Ernst idag betraktas som en av de mest inflytelserika konstnärerna inom den internationella surrealismen får sitt uttryck antingen från en irrationell sammanställning av föremål, till exempel Om detta skall människorna aldrig få veta (1923), eller från mer fantasifulla mardrömsimprovisationer med organiska former, till exempel Horden (1927). 
1937 beslagtog Propagandaministeriet i Nazityskland flera verk av Max Ernst. Portfolion med hans åtta första litografier, fiat modes - pereat ars / bli till mode - ner med konst (1919) försvann från Wallraf-Richartzmuseet i Köln. Exemplaret noterades därefter som "utplånat". På samma museum konfiskerades oljemålningen Mariä Verkündigung / Marie bebådelse, även kallad Die unbefleckte Empfängnis / Den obefläckade avlelsen eller Heimsuchung / Hemsökelse (omkring 1922). Målningen visades därefter på den avsiktligt nedvärderande vandringsutställningen Entartete Kunst i Hamburg 1938. Fram till 1941 fanns den sedan lagrad i en depå för verk som tillhörde propagandautställningarna, innan spåren efter den upphörde. På Schlesisches Museum der Bildenden Künste i Breslau togs oljemålningen Muschelblumen / Skalblommor (omkring 1928) i statligt förvar. Den visades senare samma månad på den mest ökända Entartete Kunst-utställningen i en av Hofgartens arkadgångar i München, i en sal med mottot "Hån mot den tyska kvinnan". Fram till 1943 fanns målningen sedan till försäljning för 40 dollar hos konsthandlaren Karl Buchholz i Berlin. Den lagrades därefter i Gramzow innan den deponerades hos Rosgartenmuseum i Konstanz vid krigsslutet. Därefter återbördades den till familjen Buchholz genom Marie-Louise Buchholz. Hon förde den 1948 till Galería Buchholz i Madrid, sedan vidare till Buchholz Gallery i New York där den fanns till försäljning. Var den är idag är okänt. Oljemålningen La Belle Jardinière (Erschaffung der Eva) / Den vackra trädgårdsmästarinnan (skapandet av Eva) (1923) beslagtogs på Kunstsammlungen der Stadt Düsseldorf i juli 1937 och visades också på Entartete Kunst i München samma månad. Den följde därefter med på vandringsutställningen till och med Frankfurt am Main sommaren 1939. I likhet med Max Beckmanns uppsluppna badstrandsmålning Der Strand (Am Lido) försvann den spårlöst därefter.
1937 inledde Max Ernst för egen del en relation med den 26 år yngre brittiskfödda surrealistiska konstnären Leonora Carrington. De bodde i Paris fram till 1940 då Max Ernst häktades på grund av sitt tyska ursprung och fördes till det franska interneringslägret Camp des Milles utanför Aix-en-Provence. Kort därefter intog tyskarna Frankrike.
Ernst tillbringade åren under andra världskriget i USA och slog sig sedan ned i Frankrike. År 1954 uteslöts han ur den franska surrealistgruppen.
År 1961 publicerade han An Informal Life of Max Ernst. Han var 1946–76 gift med konstnären Dorothea Tanning och dessförinnan med Peggy Guggenheim (1942–46), Marie-Berthe Aurenche (1927–42) och Luise Straus (1918–27).
Max Ernst vilar på begravningsplatsen Père-Lachaise i Paris.

## Filmer
- Tillsammans med den tyske filmaren Peter Schamoni gjorde Max Ernst 1966 en dokumentärfilm som heter Maximiliana - Die widerrechtliche Ausübung der Astronomie. Ein Film über Ernst Wilhelm Leberecht Tempel. ("Maximiliana - Det lagstridiga utövandet av astronomi. En film om Ernst Wilhelm Leberecht Tempel".
- 1991 kom Peter Schamonis dokumentärfilm Max Ernst: Mein Vagabundieren - Meine Unruhe ("Mitt kringflackande - Min rastlöshet").

Max Ernst är representerad vid bland annat Moderna museet och Värmlands museum.